# 沃巴什 (印地安納州)
沃巴什（英語：Wabash）是一個位於美國印地安納州沃巴什縣的城市。根據2010年美國人口普查，該地人口為10,666人，而該地的面積約為25.57平方千米。同時該地也是沃巴什縣的縣治。

## 地理
沃巴什的座標為40°48′03″N 85°49′38″W / 40.80083°N 85.82722°W，而該地的平均海拔高度為217米（即712英尺）。